# John Ferguson McLennan
Pour les articles homonymes, voir John Ferguson (homonymie), Ferguson et McLennan.
John Ferguson McLennan (14 octobre 1827 – 16 juin 1881), est un ethnologue et avocat écossais évolutionniste. C'est à lui que l'on doit le terme de survivance.

## Biographie
Né à Inverness, fils de John McLennan, un assureur, et de Jessie Ross. Il vit à Inverness, puis étudie au King's College d'Aberdeen avant d'aller au Trinity College (Cambridge), où il obtient en 1853 le titre de Wrangler dans le traditionnel Mathematical Tripos. Il quitte ensuite Cambridge sans diplôme,,.
McLennan écrit ensuite pendant deux ans pour le compte de plusieurs périodiques, notamment l'anglais The Leader, alors édité par George Henry Lewes.
Durant cette période, il rencontre George Eliot et William Michael Rossetti, où il s’imprègne du style Préraphaëlite.
De retour à Édimbourg, il est appelé au barreau écossais en janvier 1857 et devient secrétaire de la Scottish Law Amendment Society. Il prend une part active dans l'agitation que provoque en 1868 la modification des textes établissant le Court of Session, le tribunal suprême de droit civil.
En 1870 la première femme de McLennan décède, ce qui provoque son retour à Londres.
En 1871, il revient en Écosse pour endosser le poste de parliamentary draughtsman, autrement dit de conseiller en droit auprès des parlementaires écossais.
Atteint à plusieurs reprises de la malaria en Algérie, il souffre ensuite d'une tuberculose causant sa mort le 16 juin 1881.

## Publications
En 1865, McLennan publie Primitive Marriage. Étudiant les formes symboliques et cérémonielles du mariage par enlèvement. Son idée a été en partie anticipée par les écrits de Johann Jakob Bachofen en 1861 sur le matriarcat, mais les deux idées restent tout de même relativement différentes. Il identifie par exemple la tradition du vol de la mariée comme une survivance des mariages par enlèvement, la survivance consiste alors en une institution symbolique qui correspondait autrefois à une réalité existante.
McLennan développe, à partir de donnée ethnographiques l'évolution socioculturelle des théories du mariage et aussi du système de parenté selon des lois naturelles.
Dans une première phase, il rejette le patriarcat. Sa définition de ce qu'il appelle les hordes primitives qui sont en guerre perpétuelle, comprend pourtant une filiation patrilinéaire, pratique des infanticides féminins et ne considère les femmes que comme des objets dont la seule fonction est celle de reproduction.
La seconde phase correspond à l’attachement d’un groupe d’hommes pour une seule femme (polyandrie générale). Cet attachement va évoluer en une polyandrie fraternelle, c'est-à-dire au sein d’un groupe de frères. Ainsi, une survivance de cette pratique est le Lévirat selon lequel lorsqu’un homme décède son frère cadet a l’obligation de se marier avec la veuve.
Enfin vient l'alliance entre deux seuls individus, la monogamie, les femmes allant habiter chez leur mari, ce qui correspond à la famille occidentale de la fin du XVIIIe siècle.
En 1866, McLennan écrit au compte de la Fortnightly Review (avril et mai) un essai sur la Parenté en Grèce antique dans lequel il propose une recherche historique du système de parenté exposé dans Mariage Primitif. Trois ans plus tard, toujours dans la Fortnightly Review (1869–1870), il prolonge sa réflexion en développant tout un sujet sur le totemisme.
Une réédition du Mariage Primitif, intégrant sa recherche de Parenté en Grèce antique et quelques autres essais jamais publiés auparavant, apparaît en 1876, sous le titre de Studies in Ancient History (Études d'histoire ancienne). Ce nouvel ouvrage comprend The Divisions of the Irish Family (Les Divisions de la famille irlandaise), et On the Classificatory System of Relationship (Sur la classification du système de relations). Le Paper on The Levirate and Polyandry (Recherche sur le Lévirat et la polyandrie) est le dernier travail que McLennan est encore en mesure de réaliser, il vient achever l'extension de son travail pour la Fortnightly Review.
Le matériau de recherche accumulé par McLennan sur la parenté fut édité après sa mort par sa femme et Arthur Platt, sous le titre de Studies in Ancient history: Second Series (Etudes d'Histoire Ancienne : Second Opus) (1896).

## Influence
Le travail de McLennan est repris dans le domaine de l'histoire des religions. Dans l'étude The Worship of Animals and Plants (Le culte des animaux et des plantes) (deux volumes, 1869 et 1970), McLennan suggère une connexion entre les structures sociales et les religions primitives, c'est ce qu'il nomme totémisme. Ce petit terme s'avérera être très utile pour les historiens de la religion ainsi que pour des sociologues comme William Robertson Smith ou Émile Durkheim (parmi tant d'autres). La citation suivante de McLennan (1865) contient les prémices de la méthode comparative comme elle fut utilisée par Robertson Smith :

« Dans la science des lois et de la société, « ancien » ne signifie pas ancien dans la chronologie, mais dans la structure : est plus archaïque ce qui se trouve le plus près du début du progrès humain, considéré comme un développement ; et est le plus moderne ce qui en est le plus éloigné. »

Pour Robertson Smith, la méthode comparative de McLennan s'avère être très importante. L'un des essais les plus influents de ce premier Animal Worship and Animal Tribes among the Arabs and in the Old Testament (Culte animal et clans animaux au sein des ethnies arabes de l'ancien testament), reprend directement l'idée de totémisme de MacLennan en reliant les nomades arabes et anciens peuples bibliques aux différentes fonctions sociales du totémisme dans les religions primitives.

### Œuvres
- Primitive Marriage. An Inquiry into the Origin of the Form of Capture in Marriage Ceremonies (1865), University of Chicago Press, 1970, LI-152 p.
- Studies in ancient history, comprising an inquiry into the origin of exogamy, Londres, Macmillan, 1896, XV-605 p.

### Études sur McLennan
- 2007. Encyclopædia Britannica Online. E.B.O.
- Kippenberg, Hans G. 2002. Discovering Religious History in the Modern Age, Princeton & Oxford, Princeton University Press.
- Strenski, Ivan. 2006. Thinking About Religion. An Historical Introduction to Theories of Religion. Malden, MA., Blackwell Publishing.
- (en) James McMullen Rigg, « McLennan, John Ferguson », dans Sidney Lee, Dictionary of National Biography, vol. 37, Londres, Smith, Elder & Co., 1894